# Língua de sinais neerlandesa
Língua de sinais neerlandesa ou NGT (em Portugal: Língua Gestual Holandesa, no original Nederlandse Gebarentaal ou LS) é a língua de sinais utilizada pelas pessoas surdas nos Países Baixos, mas não é reconhecida oficialmente. A língua, historicamente, se desenvolveu a partir da língua de sinais francesa. A partir de 1995, muitas escolas para surdos, na Holanda, começaram ensinando esta língua de sinais aos seus alunos surdos. É familiar à Língua de Sinais da Flandres.